# Legendrena spiralis
Legendrena spiralis is een spinnensoort uit de familie Gallieniellidae. De soort komt voor in Madagaskar.